# Marolsberg
Marolsberg ist ein wüst gefallener Weiler bei der heutigen Gemeinde Markt Schwaben (Landkreis Ebersberg in Bayern, Regierungsbezirk Oberbayern).
Im Urbar von Herzog Ludwig dem Strengen (1271) wird der Weiler als „Marolsperch“ aufgeführt. Demnach bestand er aus zwei Höfen, die zunächst den Grafen von Dießen-Andechs, dann den Grafen von Wasserburg und ab 1247 den Wittelsbacher Herzögen gehörten.
Nach 1271 gibt es keine Belege mehr für die beiden Höfe und das Land ist auf Adlige und Bürger aufgeteilt. Möglicherweise wurde Marolsberg im Krieg zwischen Ludwig und seinem Bruder, dem niederbayerischen Herzog Heinrich XIII. komplett dem Erdboden gleichgemacht. 1286 wurde von Heinrich auch die Burg von Schwaben zerstört.
Man vermutet, dass Marolsberg am nordwestlichen Abhang der Wittelsbacher Höhe oder an den Südhängen des Schwabener Burgerfeld beim Henningbach lag.